# Maurice Albe
Pour les articles homonymes, voir Albe.
Maurice Albe, né le 15 janvier 1900 à Beaugency et mort le 9 janvier 1995 à Périgueux, est un peintre, graveur et sculpteur français.

## Biographie
Il est directeur et professeur de l'école municipale de dessin et arts décoratifs de Périgueux de 1947 à 1990. 
Il expose de 1925 à 1927 au Salon des Indépendants puis au Salon d'automne (1928) et dans des galeries parisiennes et bordelaises. 
Illustrateur des œuvres d'Eugène Le Roy publiées aux éditions du Périgord Noir, on lui doit le dessin de la couverture du magazine d'art A. B. C. ainsi que des ornementations de textes d'André Lamarque et de Gaston Derys. En 1927, il a illustré le Menu des journées périgourdine et quercynoise de la section gastronomique du Salon d'automne. Ses estampes sont principalement des gravures sur bois.
Il a reçu l'ordre de la Francisque.

## Distinctions
- Ordre de la Francisque

## Hommage
Une école de Périgueux porte son nom.